# 松山車両事業所 (京畿道議政府市)
松山車両事業所（ソンサンしゃりょうじぎょうしょ、朝: 송산차량사업소）は、大韓民国京畿道議政府市にある議政府軽電鉄の車両基地である。
本項では同車両基地に付設する臨時乗降場（駅）についても記述する。

## 概要
隣の塔石駅からは引き込み線によって連絡されており、議政府軽電鉄の車両の保守業務が主な役割となっている。
議政府軽電鉄では基本的に自動運転が行われているが、塔石駅から当車両基地の間に限っては運転士による手動運転が実施されている。

## 車両基地臨時乗降場（旅客駅）
2021年10月30日より旅客営業を開始した。
片面ホーム1面1線を有する地上駅となっている。
正式な駅ではない為、駅名は存在しないが「複合文化融合団地(朝: 복합문화융합단지)」という副名称が存在している。

### のりば
| 上り | ● | 東梧・軽電鉄議政府・回龍・鉢谷方面 |

## 隣の駅
議政府軽電鉄
●議政府軽電鉄　
塔石駅 (U125) - 車両基地臨時乗降場